# Ivan Podchivalov
Ivan Podchivalov, né le 4 avril 1982, est un rameur russe.

## Palmarès

### Championnats d'Europe
- 2014, à Belgrade ( Serbie)
  -  Médaille d'argent en Quatre de pointe
- 2015, à Poznań ( Pologne)
  -  Médaille de bronze en Huit